# Chiesa di Santo Stefano (Brie-Comte-Robert)
La chiesa di Santo Stefano (in francese église Saint-Étienne) è un luogo di culto cattolico di Brie-Comte-Robert, nel dipartimento di Senna e Marna nella regione dell'Île-de-France, facente parte dell'unità pastorale Brie-Sénart della diocesi di Meaux che, dal 2010, è affidata al clero della comunità di San Martino.
La chiesa è monumento storico di Francia dal 1840.

## Storia

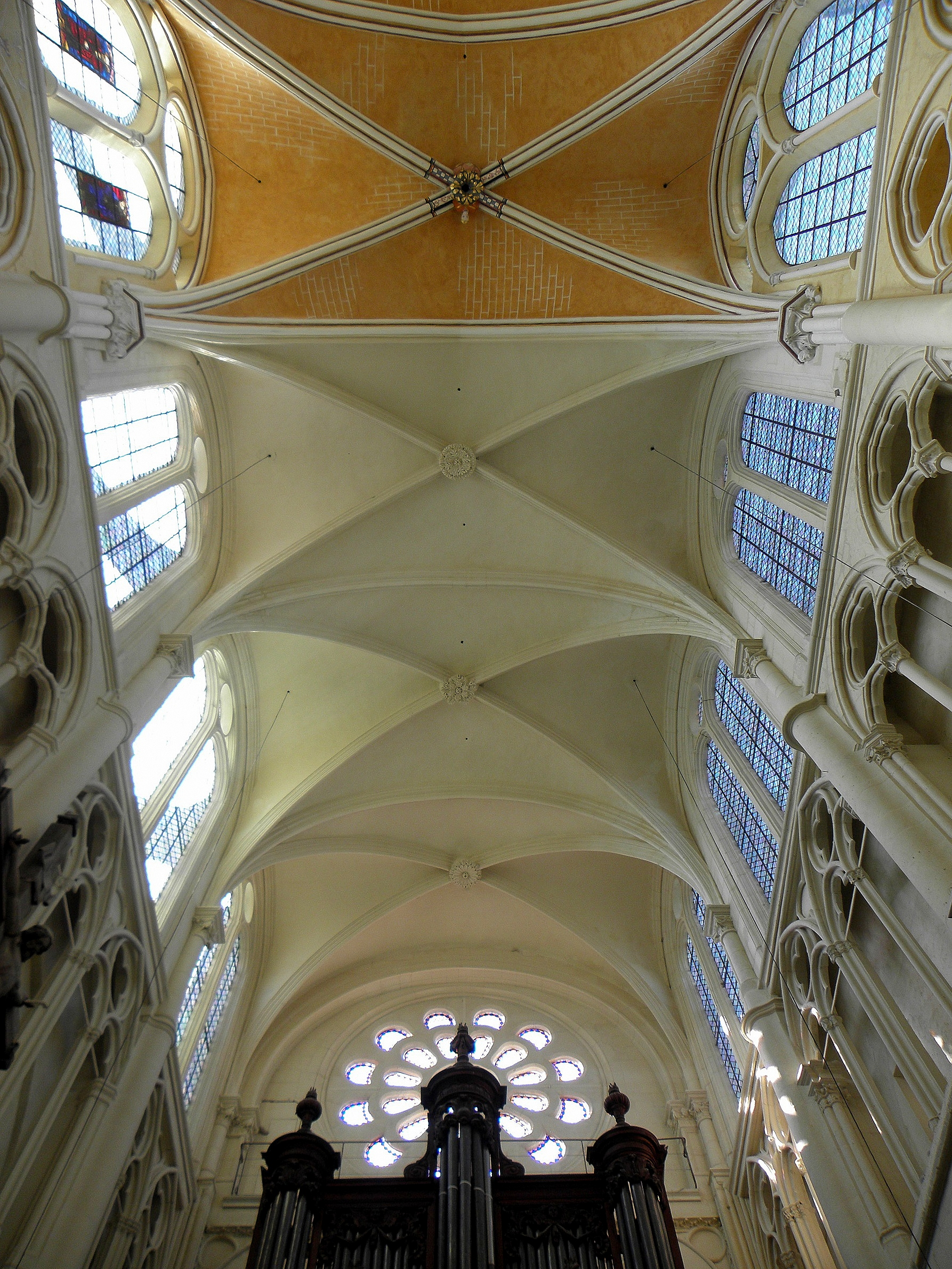
Le prime quattro campate della navata centrale: quella con la volta con mattoni a vista e bifore gotiche risale al XIV secolo, le altre tre con finestre rinascimentali al XVI secolo

Venanzio Fortunato nella biografia di Germano di Parigi racconta la guarigione miracolosa di una ragazza avvenuta nella sacrestia della chiesa di Bradeia (antico nome di Brie-Comte-Robert) che, probabilmente, sorgeva nel medesimo luogo dell'edificio attuale. Gli scavi condotti nel 2012 nell'area del coro, misero in luce al di sotto del pavimento dello stesso la base di un pilastro polistilo che sorreggeva una volta a crociera, databile alla metà del XII secolo.
La chiesa attuale venne fondata dal principe capetingio Roberto I di Dreux e suo figlio Roberto II le donò nel 1192 alcune reliquie provenienti dalla Terra santa, sicuramente presenti nell'inventario del 1507 che registrava come appartenenti alla parrocchia alcuni frammenti della Corona di Spine, della Vera Croce e di indumenti della Vergine Maria, un non meglio specificato chiodo di san Francesco, parte della mascella di santo Stefano (probabile motivo per cui la chiesa venne dedicata al protomartire) e un osso di santa Caterina d'Alessandria. I lavori, che terminarono intorno al 1220-1230, si svilupparono dalla parete di fondo verso quella d'ingresso, portando a termine prima di tutto il piano delle arcate. Immediatamente dopo vennero edificati gli altri due livelli, quello del triforio e del cleristorio, lasciando incompiute soltanto gli ordini superiori delle prime tre campate della navata centrale, nonché la facciata sud-occidentale. Nel corso del XIV secolo venne completato il triforio ed edificata la prima delle cappelle laterali (la quinta di sinistra), fondata nel 1327 da Agnès La Vanière e originariamente dedicata alla Madonna. La chiesa fu consacrata domenica 16 aprile 1363 dal vescovo di Parigi Jean Meulan, già arcidiacono di Brie.
Durante guerra dei cent'anni, Brie-Comte-Robert fu invasa e saccheggiata sia dagli inglesi, sia dai francesi; la chiesa ricevette ingenti danni nel settembre 1430 da parte della guarnigione di Humphrey Stafford, in seguito ai quali si resero necessari dei lavori di consolidamento con il rinforzo delle prime quattro campate con pilastri polistili, realizzati nella seconda metà del XV secolo contemporaneamente all'edificazione di altre tre cappelle laterali. Gli inglesi tentarono di portare in madrepatria le reliquie che però, rintracciate nel porto di Dieppe, furono restituite alla parrocchia il 15 giugno 1431. L'edificio venne completato tra il 1540 e il 1545 con l'edificazione della parte superiore delle prime tre campate della navata centrale, la facciata e le ultime cappelle.
Con la rivoluzione francese l'arcidiaconia di Brie-Comte-Robert passò dall'arcidiocesi di Parigi alla diocesi di Meaux; la chiesa di Saint-Étienne, spogliata dei suoi arredi, venne adibita a civico magazzino di foraggio. Successivamente riaperta al culto, fu oggetto di una serie di restauri conservativi a cavallo tra i secoli XIX e XX e anche dopo la seconda guerra mondiale. Una nuova campagna di restauro, dovuta alle cattive condizioni di conservazione dell'edificio, è iniziata a partire dal 1997 sotto la direzione di Jacques Moulin.

## Descrizione

### Architettura

Pianta

La chiesa di Saint-Étienne presenta una fusione tra il primo gotico (XII-XIII secolo) e il gotico fiammeggiante (XIV-XV secolo), con alcuni elementi rinascimentali frutto del completamento del XVI secolo. Essa è orientata lungo l'asse sud-ovest-nord-est, e la sua pianta è inscrivibile all'interno di un rettangolo di 35 metri di lunghezza e 18 di larghezza.
La chiesa presenta una struttura analoga ad altri edifici coevi anticamente appartenenti alla diocesi di Parigi del nord dell'Île-de-France e dell'area di Beauvais. In particolare, la chiesa di Brie-Comte-Robert insieme alla collegiata di Saint-Martin a Champeaux si ispira chiaramente alla cattedrale di Notre-Dame per quanto le influenze parigine risultino particolarmente contenute. Questa «famiglia», come è stata chiamata dallo storico dell'arte Anthyme Saint-Paul contro l'idea di una scuola vera e propria, di chiese per lo più di modeste dimensioni, presenta degli elementi comuni presenti anche in Saint-Étienne: la collocazione del campanile che insiste su una navata laterale; l'assenza del transetto (come in molti altri edifici fuori dalla città di Parigi); la terminazione piatta che, a differenza di Saint-Étienne a Beauvais e Saint-Martin a Champeaux, è senza transetto.

### Esterno

#### Facciata sud-occidentale

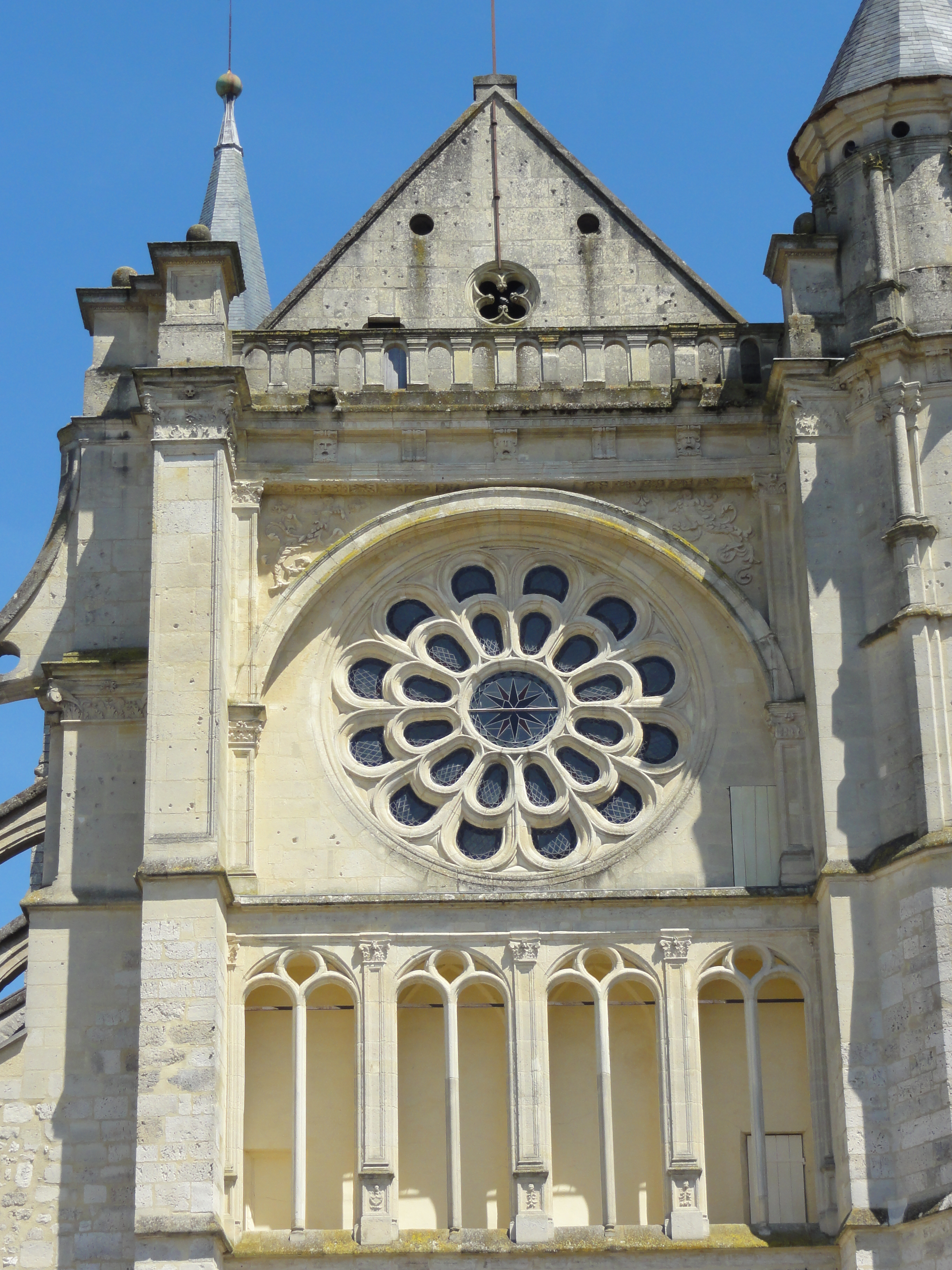
La parte superiore della facciata sud-occidentale

La facciata principale, rivolta a sud-ovest, si compone di elementi di due periodi: del XII-XIII secolo sono l'area dei portali, la cuspide apicale e la parte inferiore della torre scalare, mentre la parte superiore e la copertura di quest'ultima, la galleria, il rosone e i contrafforti furono rifatti nel XVI secolo in stile rinascimentale.
Il prospetto è a salienti e segue la ripartizione interna dell'edificio che è rispecchiata anche nei quattro livelli orizzontali nei quali esso si articola. Al centro, in basso, si apre il portale principale ad arco a sesto ribassato inquadrato entro una strombatura ogivale con triplice nervatura poggiante su colonnine dai capitelli a foglia d'acqua; probabilmente in origine era presente un trumeau che potrebbe esser stato demolito nel XVIII secolo. Un secondo ingresso si apre in corrispondenza della navata laterale di sinistra ed è sormontato da un semplice rosone circolare e affiancato da un contrafforte rinascimentale ornato con modanature, recante l'anno di completamento della facciata (1545); nella parete anteriore della navata di destra, invece, vi è una bifora gotica.
Il secondo livello è costituito dalla galleria cinquecentesca, che si apre verso l'esterno con quattro slanciate bifore alternate a lesene corinzie lisce impostate su alti basamenti. Nella parete retrostante, attualmente priva di aperture ad eccezione delle due porticine d'accesso delle quali una murata, sono ancora visibili le tracce di due arcate ogivali che, in origine, davano direttamente sull'interno della chiesa. Più in alto vi è il rosone, inscritto all'interno di un arco a tutto sesto al di sopra dei quali vi sono bassorilievi vegetali; la raggiera è costituita da due serie concentriche di lobi disposti attorno ad un oculo centrale, dalle quali deriva il nome La Marguerite con cui è comunemente noto il rosone. Il coronamento, piatto, è costituito da una terrazza con balaustra costituita da archetti intervallati da lesene tuscaniche; alle sue spalle, il frontespizio triangolare della navata centrale, al centro del quale ai apre un piccolo rosone gotico.
È parte integrante della facciata la torre scalare a base ottagonale e sporgente in altezza, priva di aperture ad eccezione di piccole feritoie rettangolari, posta tra navata centrale e navata destra. I due ordini superiori sono ornati da colonne corinzie angolari alle spalle di ciascuna delle quali vi è una lesena corinzia notevolmente più larga. Dei due cornicioni aggettanti, quello intermedio è ornato a bassorilievo con mensole e mascheroni, mentre quello apicale è sormontato dalla copertura piramidale rivestita con lastre di ardesia.

#### Facciata nord-orientale e campanile

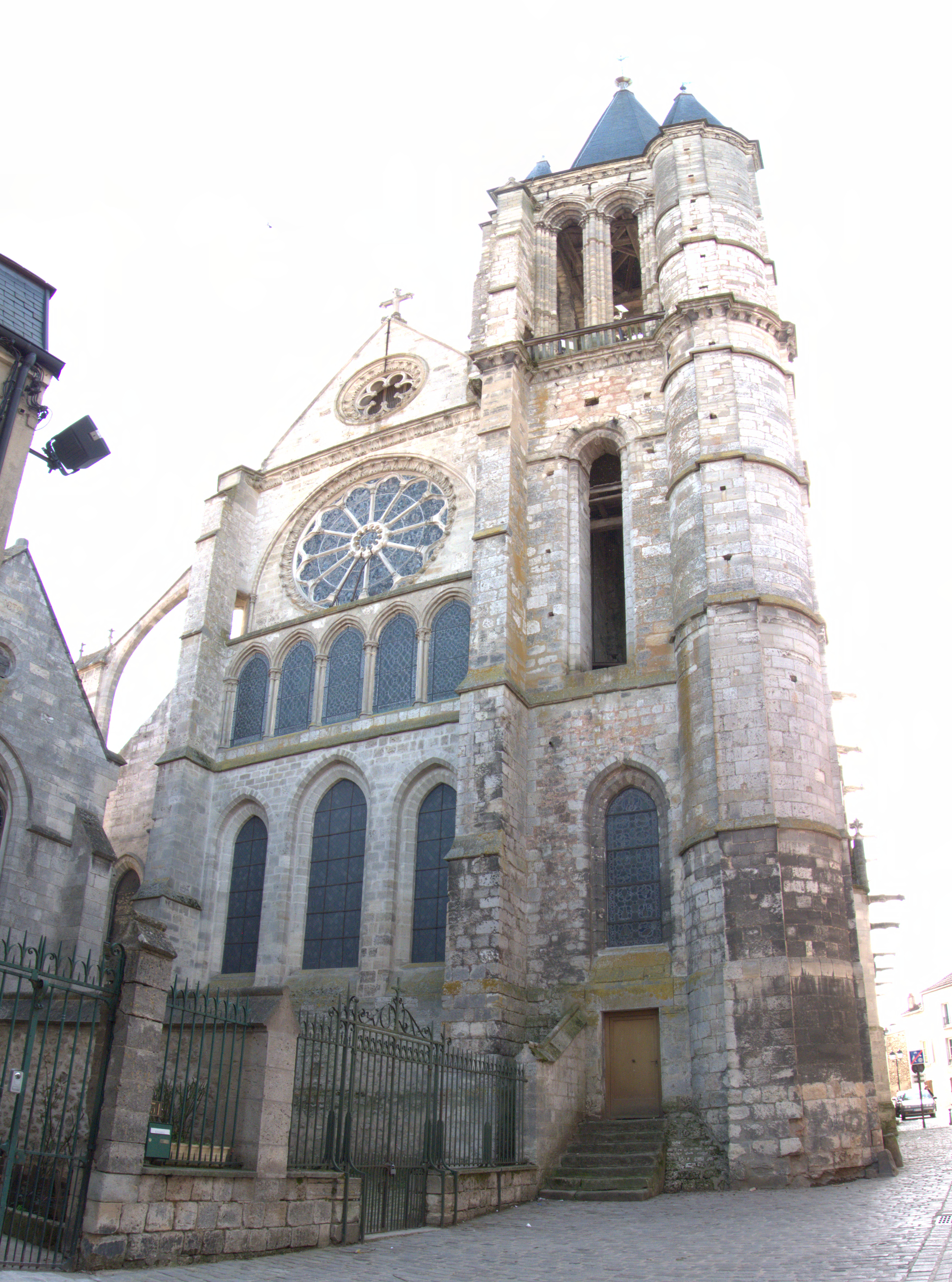
La facciata nord-orientale

La facciata posteriore risale al XIII secolo ed è affiancata alla torre campanaria della fine del secolo precedente, dalla quale iniziò la costruzione dell'intero edificio.
La facciata, integralmente in stile gotico, segue l'articolazione in quattro livelli del prospetto anteriore. Il primo, che giunge fino all'altezza delle navate laterali, presenta nell'area della navata mediana tre grandi finestre ogivali, murate nel 1768 in concomitanza con la realizzazione del retrostante altare maggiore barocco e dipinte nel 1999 a trompe-l'œil ad imitazione delle vetrate; il secondo è costituito da una serie di cinque monofore sorrette da colonnine che danno sul triforio interno; al centro di quello successivo, inscritto all'interno di un arco a sesto acuto, si apre un rosone, ispirato a quello della facciata occidentale della cattedrale di Notre-Dame a Parigi, con raggiera in dodici scomparti attorno ad un oculo centrale dentellato; il coronamento è triangolare, con piccolo rosone a sei lobi e ricca cornice scolpita, sormontato da una croce in pietra poggiante su quattro maschere e ornata da terminazioni a foglie.
La torre campanaria insiste sull'ultima campata della navata sinistra, in una posizione arretrata del tutto anomala all'interno del panorama architettonico coevo. È a pianta quadrangolare, ed a ridosso dell'angolo settentrionale si eleva una torre scalare a sezione circolare, percorsa per tutta la sua altezza da contrafforti. Oltre a quello della navata, il campanile possiede due piani: l'intermedio ha un'alta monofora su ciascun lato, quello superiore (corrispondente alla cella campanaria) si apre verso l'esterno con quattro bifore; al suo interno, un concerto di tre campane, rispettivamente (dalla più grande alla più piccola) Étiennette-Alexandrine-Charlotte, Ferdinande-Céline e Louise-Marie, fuso da Limaux et Mahuet nel 1824 in sostituzione di quello andato perduto durante la rivoluzione francese. La copertura in ardesia è costituita da una slanciata cuspide ottagonale affiancata a quattro più piccole, risale al 1780 e sostituisce quella originaria a doppio spiovente che, nella prima metà del XVII secolo, era sormontata da una torretta.

#### Fiancate laterali

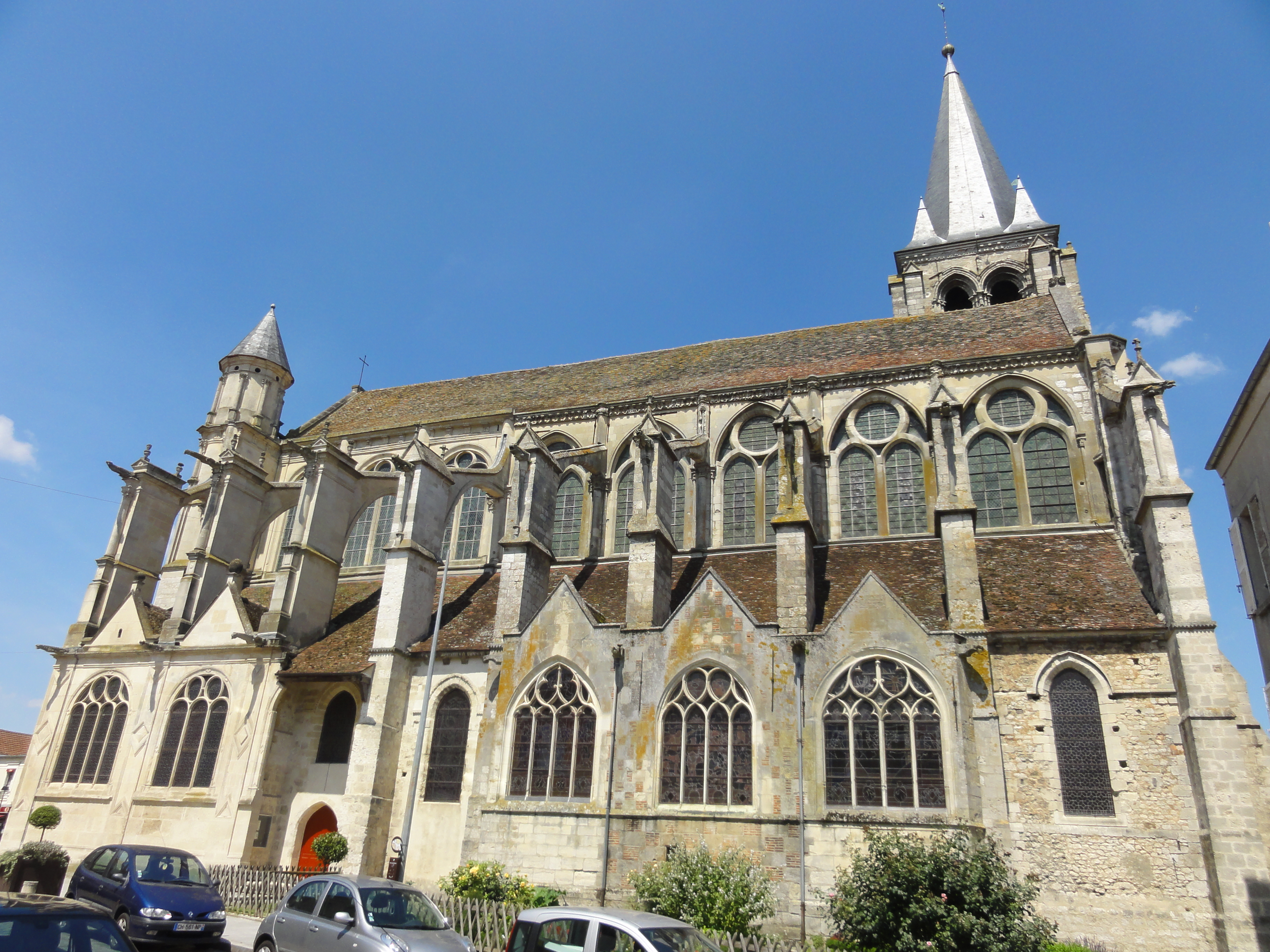
La fiancata destra

Le fiancate laterali presentano due piani distinti: quello delle navate e delle cappelle laterali, e quello del cleristorio della navata centrale.
Le prime tre campate sono in uno stile rinascimentale coerente con quello della facciata anteriore: le finestre del cleristorio richiamano le bifore della galleria e i contrafforti sui quali scaricano il peso gli archi rampanti a doppia controcurva, sono ornati con colonne corinzie lisce analoghe a quelle della parte superiore della torre scalare, anche se privi del retrostante pilastro; alla sommità di quest'ultimi, inoltre, vi sono una gargolla zoomorfa di derivazione gotica ed un coronamento in forma di timpano triangolare con al centro una testa di cherubino, sormontato da un vaso con una stella. Mentre sul lato sinistro le cappelle rinascimentali,con prospetto più elaborato rispetto a quelle gotiche, sono tre (delle quali la prima sormontata da una lanterna, su quello destro la terza risulta in gran parte incompiuta e insieme a quella successiva mostra intatto il muro del XII secolo, con monofora ogivale decorata con profilo a punta di diamante. Nella quarta campata della navata di sinistra, invece, si apre un portale gotico con strombatura poggiante su colonne con capitelli a foglia d'acqua e, anch'esso, profilo scolpito a dente di diamante.
Gli archi rampanti e i contrafforti duecenteschi richiamano quelli della chiesa di Saint-Séverin a Parigi: hanno un coronamento a doppio spiovente e presentano, verso l'esterno, una gargolla. Le cappelle laterali in gotico fiammeggiante sono tre sul lato destro e due su quello sinistro, a partire dalla quinta campata, e nella loro parete di fondo si apre una quadrifora. Le bifore gotiche del cleristorio, realizzate tra il 1220 e il 1230, e il cornicione soprastante riccamente ornato con un fregio continuo vegetale, sono anch'essi richiamo all'architettura della summenzionata chiesa parigina.

### Interno

#### Navate

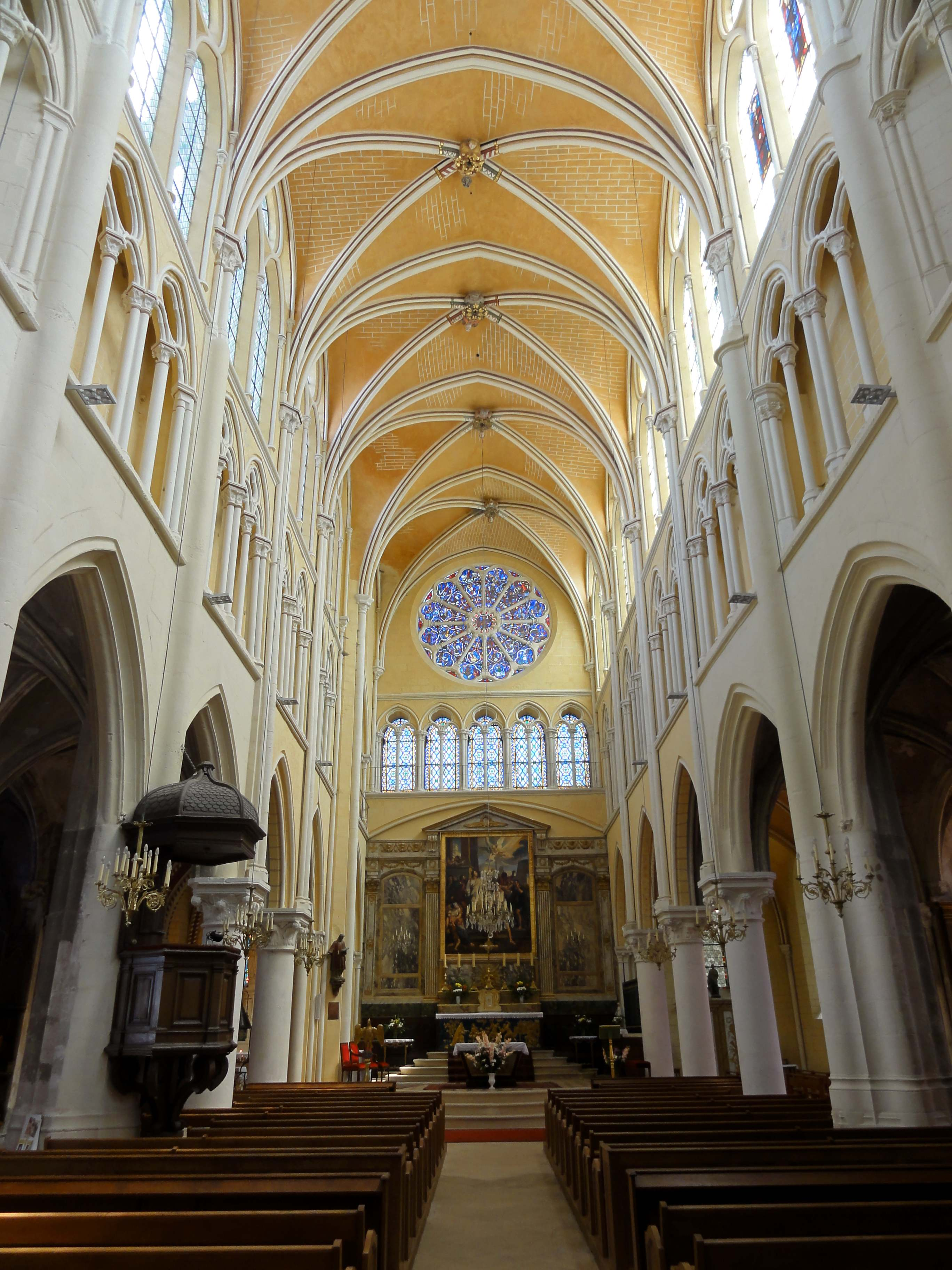
Interno

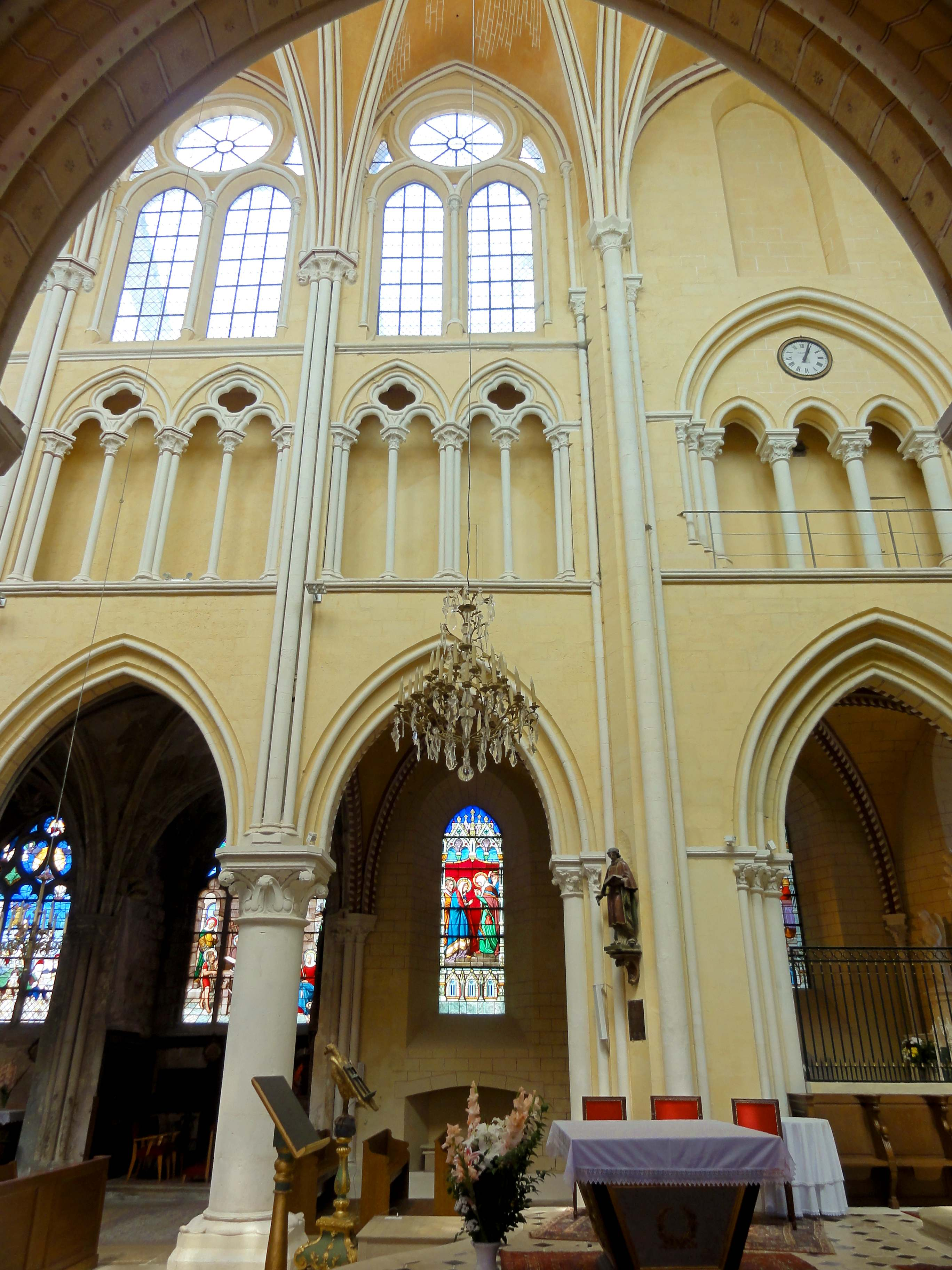
Parete sinistra delle ultime tre campate della navata centrale: si noti la differenza tra la composizione dell'ultima e quella delle altre

La chiesa si articola in tre navate di otto campate ciascuna, separate da due file di archi a sesto acuto poggianti su colonne con capitelli a foglia d'acqua (ultime tre campate) e pilastri polistili in gotico fiammeggiante (prime cinque campate). Mentre a ridosso del pilastro di sinistra tra seconda e terza campata vi è un crocifisso ligneo poggiante su una colonna, su quello di sinistra tra quarta e quinta campata si trova il pulpito ligneo, con pedana sorretta da mensole e baldacchino ottagonale. Al di sopra di esse si apre il triforio, risalente al XIII secolo ad eccezione di quello delle prime due campate che venne realizzato nel secolo successivo; esso è costituito da una coppia di bifore polilobate su colonnine per ciascuna campata, secondo uno schema adottato in numerosi altri casi quali l'abside della cattedrale di Notre-Dame ad Amiens, la navata della chiesa di Saint-Séverin a Parigi e il transetto della collegiata di Saint-Quiriace a Provins. Lo stile avanzato del triforio mostra un'evidente diacronia con le colonne delle ultime campate, della fine del XIII secolo, legate invece ad esempi architettonici del primo gotico quali Notre-Dame e Saint-Germain-des-Prés a Parigi e la cattedrale di Noyon. Il cleristorio è costituito da grandi bifore rinascimentali (prime tre campate) e gotiche (ultime cinque campate); quest'ultime, per quanto coeve con il sottostante triforio, hanno una forma meno elaborata, con intelaiatura semplicemente smussata e ridotta all'essenziale; tale anomala discordanza è forse dovuta alla forte influenza della cattedrale parigina, il cui cleristorio a bifore venne realizzato nel 1225-1250 in luogo di quello originario della seconda metà del XII secolo. Le vetrate attuali sostituiscono quelle originarie, andate perdute; sono in vetro trasparente ad eccezione del settore centrale di ciascuna finestra ad arco, nel quale è raffigurato un Santo in posizione stante. La sola parete settentrionale dell'ultima campata, alla base del campanile e per questo leggermente sporgente rispetto alle altre e sorretta da un poderoso pilastro polistilo coevo del XIII secolo, ha una strutturazione singolare con un finto matroneo che si apre verso la navata con una trifora con oculo inquadrata entro un arco ogivale strombato, e più in alto una monofora cieca di modeste dimensioni. La volta della navata centrale è a crociera quadripartita costolonata, caratterizzata da chiavi di volta dipinte in policromia e ornate da rilievi con volti e busti umani e ghirlande, probabilmente sulla scia dell'uso iniziato nella navata nord della collegiata di Notre-Dame-du-Fort ad Étampes che vuole i personaggi ivi raffigurati frutto di fantasia e non rappresentazioni di persone realmente esistite. Durante i restauri interni del 2012-2013, per sottolineare le epoche differenti e ripristinare la policromia originaria, è stato rimosso l'intonaco dalle vele delle volte di epoca gotica, che dunque mostrano la loro muratura in laterizi, mentre è stato mantenuto in quelle rinascimentali (prime tre campate). All'apice del soffitto, la navata centrale raggiunge un'altezza di 18,90 metri.
Le navate laterali presentano, per ciascuna campata, la ripetizione di un medesimo schema regolare con campate pressoché quadrate, con volte a crociera quadripartite costolonate e chiavi di volta costituite da piccole rosette non antecedenti agli inizi del XIII secolo; in tutte le pareti nelle quali non sono state successivamente aperte cappelle, si aprono le monofore ogivali originarie, delle quali alcune sono chiuse da vetrate policrome: quella della quarta campata di destra raffigura San Michele arcangelo ed è opera di Jacques Gruber (1929); quella della settima di sinistra la Presentazione di Maria al Tempio e quella della parete laterale dell'ottava la Visitazione. La campata terminale della navata di sinistra ospita un altare neogotico sormontato da una statua della Madonna col Bambino e la tomba di Louis Chenu (1737). Nella parete della settima campata della navata sinistra si apre un arcosolio che ospita il monumento funebre marmoreo di un giovane cavaliere, del XIV secolo, non identificabile in quanto al momento della scoperta della scultura nel 1856 dietro ad un tramezzo di legno, venne involontariamente distrutta la lapide in rame recante l'iscrizione; la statua, mutila della testa, è classificata come monumento storico di Francia dal 1938. Nell'ottava campata della navatella opposta è esposta la lapide funeraria di Pierre e Marguerite Germain, proveniente dal vecchio cimitero di Brie-Comte-Robert e anch'essa monumento storico; la sua caratteristica è quella di essere scolpita su ambo i lati secondo un medesimo schema: in basso l'epitaffio (quello dell'uomo indica l'anno della morte, il 1419, assente invece in quello della moglie), in alto da un lato Pierre inginocchiato con i quattro figli maschi che chiede l'intercessione di santo Stefano, dall'altro Marguerite nella medesima posizione con le quattro figlie femmine, e santa Caterina d'Alessandria. Nella medesima campata, al di sotto della finestra che si apre nella parete di fondo con statua lignea policroma di Santo Stefano del XIX secolo, si trova la porta d'accesso alla sacrestia, costituita da un doppio battente ligneo barocco ornato con rilievi dorati raffiguranti ghirlande e suppellettili liturgiche.

#### Cappelle laterali
Lungo la navata laterale di sinistra si aprono cinque cappelle rispettivamente in corrispondenza della prima, seconda, terza, quinta e sesta campata. La prima è il battistero e, insieme alle due successive, venne edificata nel 1540-1545 in stile rinascimentale; la sua peculiarità è quella di avere una volta a vela decorata con elementi ornamentali e cartigli in stucco, al centro della quale si apre una lanterna; l'ambiente ospita il semplice fonte battesimale in pietra e in origine presentava sulle pareti laterali due grandi dipinti delle quali rimane visibile solo quella del Battesimo di Clodoveo. Segue la cappella di San Nicola: sull'altare barocco in stucco, posto a ridosso della parete di destra, vi è una tavola raffigurante l'Annunciazione, di Pierre Le Dart (1683), e su quella una tela dell'Assunzione di Maria (XVIII secolo). La terza cappella, dedicata a san Claudio, ospita una boiserie in legno e alcuni dipinti: una copia del 1742 del pittore Delamotte della Comunione di san Girolamo del Domenichino, realizzata nel 1614 per la chiesa di San Girolamo della Carità a Roma (sopra l'altare); una copia della fine del XVIII secolo della Cena in Emmaus di Tiziano; una tavola dell'Assunzione di Maria del pittore Juval (1786). La cappella posta in corrispondenza della quinta campata venne costruita nel 1379 e rimaneggiata nel secolo successivo, ed è in gotico fiammeggiante; originariamente intitolata ai santi Pietro e Paolo (ora lo è alla Madonna di Fátima), è caratterizzata da un'elaborata volta a crociera ogivale sorretta da mensole recanti le effigi degli apostoli; la quadrifora è ornata con una vetrata policroma del XVI secolo in parte incompiuta raffigurante la Scala di Giacobbe. L'ultima cappella è la più antica e risale al 1327; inizialmente era dedicata alla Vergine Maria, mentre attualmente lo è a san Giuseppe; al centro dell'ancona dell'altare ligneo neogotico è dipinta la Morte di San Giuseppe; la vetrata ottocentesca della quadrifora raffigura la Sacra Famiglia e i santi Elisabetta e Giovanni Battista nella bottega di Giuseppe e Dio Padre.
Lungo la navata laterale di destra si aprono cinque cappelle laterali rispettivamente in corrispondenza della prima, della seconda, della quinta, della sesta e della settima campata. La prima è dedicata a sant'Anna e, insieme alla quarta (di San Giovanni Battista), è in stile rinascimentale, coeva con quelle analoghe della navata opposta; essa è caratterizzata da un'elaborata volta a crociera con chiave pendente, e una nicchia con cornice architettonica posta sotto la quadrifora; sulla parete di destra un quadro con la Carità di Gesù, mentre quello sull'altare raffigura la Presentazione di Maria al Tempio ed è di artista anonimo del XVIII secolo. Segue la cappella di San Dionigi, con volta a vela dipinta realizzata nel XX secolo in sostituzione di quella originaria a crociera; la pala d'altare raffigura le Anime del Purgatorio, realizzato nel 1847 da Émile-Jean-Claude Courbe, ed è collocata all'interno di un'ancona lignea barocca; sulla parete opposta, l'Agonia nel Getsemani. In corrispondenza della quinta campata si apre la cappella del Sacro Cuore di Gesù e presenta da una volta a crociera poggiante su mensole con scolpito lo stemma probabilmente del donatore, cancellato durante la rivoluzione francese, ed una quadrifora con vetrata raffigurante la Creazione, realizzata nel 2002 da Gilles Rousvoal degli Ateliers Duchemin; l'ambiente è caratterizzato da una boiserie lignea ottocentesca che racchiude e recupera gli elementi di quella originaria coeva alla cappella stessa, con una fitta decorazione a rilievo in gotico fiammeggiante, ed ospita la lastra tombale di Jehan Le Picart e sua moglie Eléonore de la Coupelle, della fine del XVI secolo. La cappella di San Giovanni Battista, costruita nel 1338 e modificata nel secolo successivo, accoglie una statua policroma dell'Educazione della Vergine e, sull'altare, un dipinto del santo titolare donato nel 1774 da Guillaume Valladon; la vetrata è del XVI secolo e rappresenta la Predicazione del Battista (a sinistra), il Battesimo di Gesù (a destra) e la Decollazione del Battista (in alto). L'ultima cappella, di San Francesco di Sales, è l'unica ad esser stata restaurata nel 2012-2013 ed ospita un dipinto raffigurante San Giovanni Battista fanciullo.

#### Presbiterio e parete di fondo

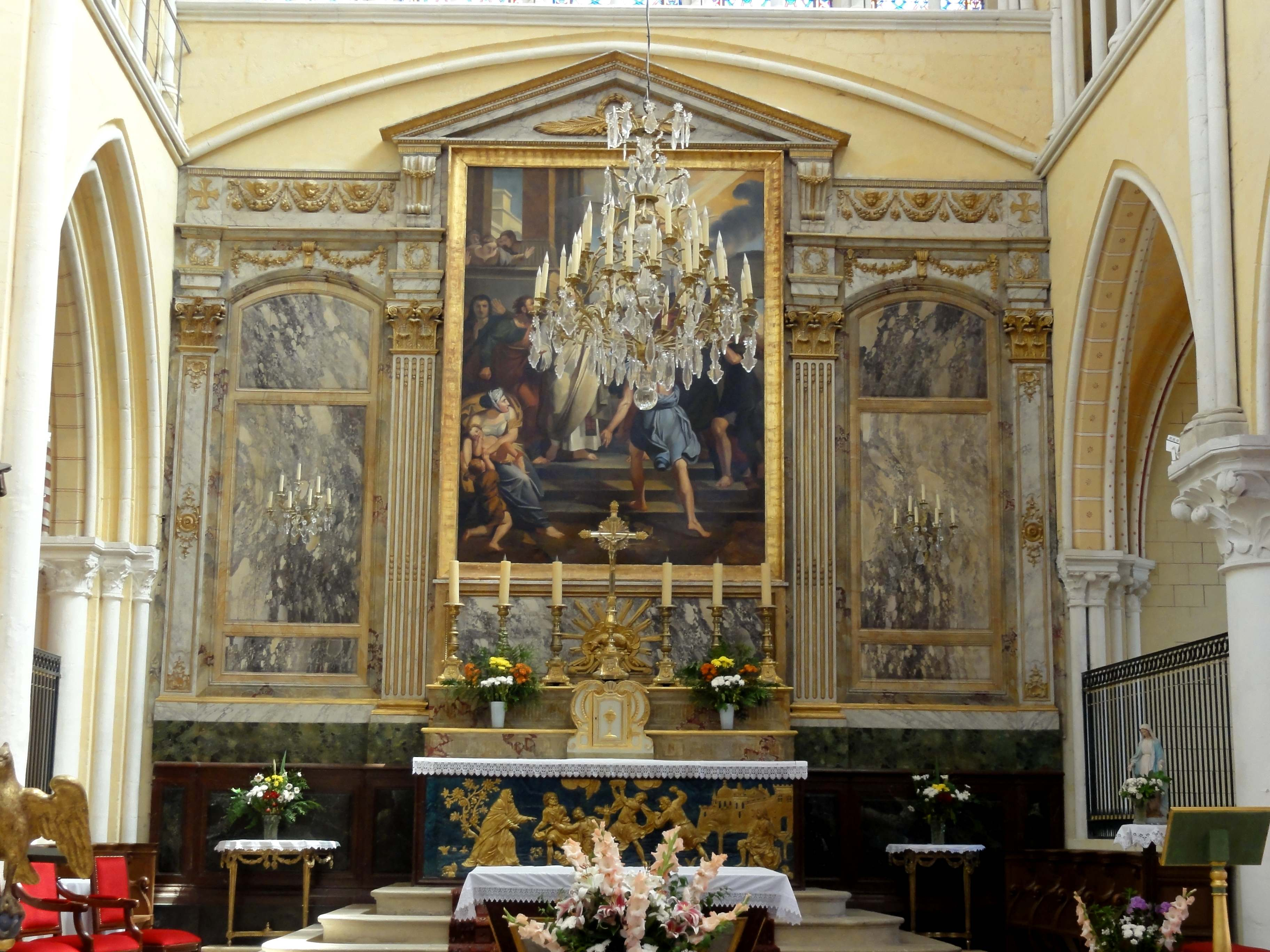
Il presbiterio

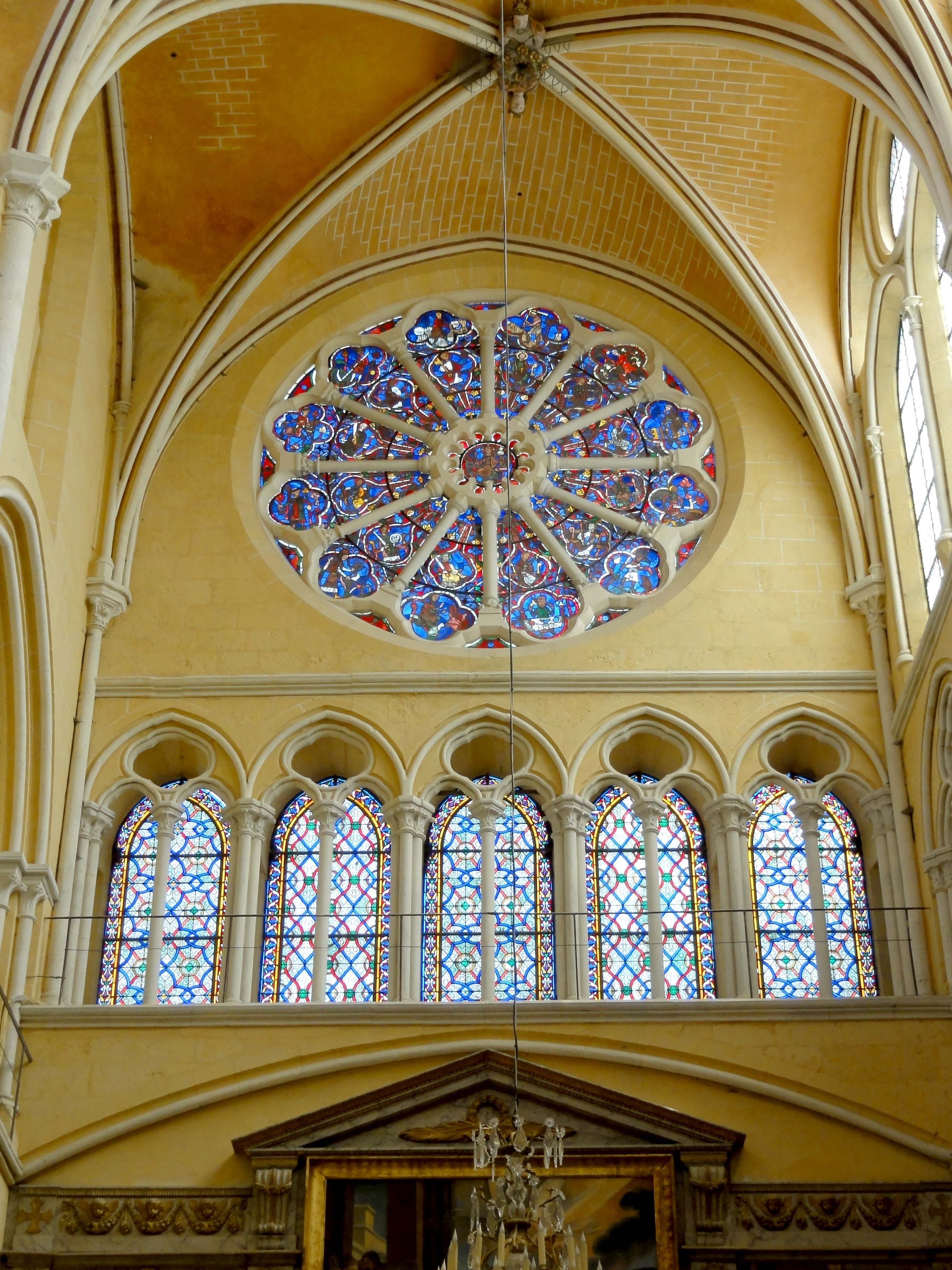
La parte superiore della parete di fondo

L'ultima campata della navata centrale e parte di quella precedente è occupata dal presbiterio, rialzato di alcuni gradini rispetto al resto della chiesa; in posizione avanzata vi è l'ambone ligneo policromo, costituito da un'aquila portaleggio posta su un alto basamento, mentre a ridosso del pilastro di destra tra settima e ottava campata, trova luogo una statua di Santo Stefano, del XVII secolo.
Alla parte inferiore della parete di fondo è addossato l'altare maggiore barocco, realizzato nel 1768; in origine vi erano tre grandi monofore ogivali, come nella cattedrale di Laon. Il paliotto, risalente alla prima metà del XVIII secolo e classificato come monumento storico di Francia, è in legno dipinto, con figure a rilievo dorate su sfondo blu, e raffigura il Martirio di santo Stefano. Il tabernacolo è del 1723. Il retablo è costituito da tavole lignee dipinte a finto marmo; esso si articola in tre campiture divise da lesene corinzie (lisce le laterali, scanalate le centrali) ed è ornato con rilievi di gusto neoclassico; al centro il Martirio di Santo Stefano, una delle tre copie note dell'originale di Alexandre-Denis Abel de Pujol commissionato per la chiesa di Saint-Étienne-du-Mont a Parigi (ora in quella di Saint-Thomas-d’Aquin) e premiato al Salon del 1817, probabilmente realizzata prima del 1850 in sostituzione di un perduto dipinto di medesimo soggetto del pittore Despeigne, donato nel 1723. Ai lati dell'altare, a pavimento, vi sono due credenze in legno dorato in stile Luigi XVI.
Al di sopra del retablo, ad una quota leggermente superiore rispetto a quello della navata, si apre una galleria con cinque bifore polilobate su colonnine verso la navata e altrettante monofore verso l'esterno, quest'ultime con vetrate policrome a motivi geometrici installate nel 1889 in sostituzione di quelle originarie figurative. Tale struttura, risalente agli inizi del XIII secolo, costituisce uno dei più antichi esempi di triforio insieme a quelli delle chiese di Saint-Lucien a Bury e di Notre-Dame a Taverny, nonché della perduta facciata gotica di Saint-Julien-le-Pauvre a Parigi.
Nella parte superiore della parete vi è il rosone circolare, di 9,5 metri di diametro, ispirato a quello della facciata occidentale della cattedrale di Notre-Dame a Parigi, risalente al 1220 circa, rispetto al quale la raggiera presenta un ordine in meno; quest'ultima si compone di un oculo centrale intorno al quale sono disposti simmetricamente dodici archetti polilobati collegati al centro tramite altrettante colonnine dai capitelli scolpiti con motivi vegetali. La vetrata policroma è quella originale del XIII secolo ed è classificata come monumento storico di Francia: al centro è raffigurato il Pantocratore, assiso in trono tra il sole e la luna e con i piedi poggiati sulla Terra, mentre con la mano destra benedice e la sinistra regge un globo simbolo della sua potestà; il resto della composizione si articola in due cerchi concentrici, di cui quello interno costituito dagli Apostoli (tra i quali sono conteggiati Giovanni Battista, Mattia e Paolo) e quello esterno dai Mesi dell'anno (disposti in ordine orario a partire da quelli invernali, in basso).

#### Organo a canne

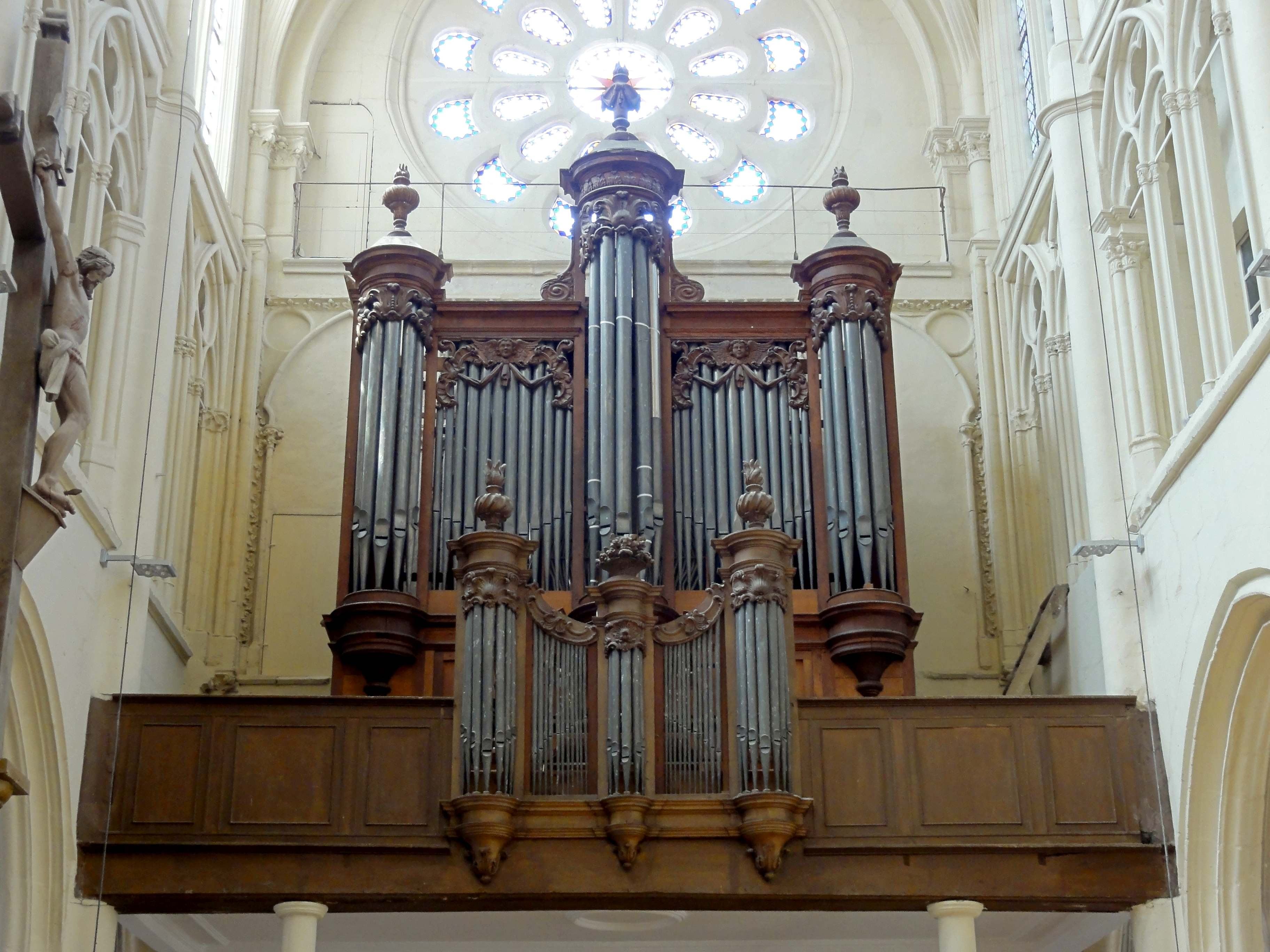
Cantoria e organo a canne

In controfacciata, all'altezza del triforio si trova la cantoria, sorretta da due colonne in muratura e delimitata da un parapetto ligneo con modanature rettangolari. Al centro della stessa è posto l'organo a canne.
Il primo organo della chiesa documentato venne costruito alla metà del XVI secolo, restaurato nel 1604 da Nicolas Pescheur; nel 1629 Pierre Pescheur fu incaricato di edificare un nuovo strumento di 9 registri che venne più volte modificato e ampliato, in particolare Nicolas Somer nel 1770 e soprattutto da Adrien Picard L'Épine nel 1773, che lo ricostruì; caduto successivamente in abbandono, nel 1866 venne alienato ad eccezione del positivo tergale di Adrien Picard L'Épine; quest'ultimo fu integrato all'interno del nuovo strumento romantico a trasmissione pneumatica realizzato dalla ditta Anneessens nel 1903, che poi venne ricostruito nel 1974 da Erwin Müller. La parte strumentale dell'organo è classificata come monumento storico di Francia dal 1987.
L'organo attuale è in stile neoclassico, è a trasmissione integralmente meccanica e dispone di 9 registri. Il materiale fonico (ad eccezione del somiere settecentesco, classificato indipendentemente come monumento storico e conservato in un locale apposito) è interamente alloggiato all'interno della cassa novecentesca, caratterizzata da tre tourelles e decorazioni a rilievo, che riprende lo schema del positivo tergale settecentesco, del quale restano soltanto la parte anteriore della cassa e le canne di mostra. La consolle è a finestra e dispone di due tastiere (delle quali la seconda muta) e pedaliera, con i registri azionati da pomelli disposti su più colonne ai lati dei manuali.